# Поверхнево-інактивні речовини
Поверхнево-інактивні речовини (ПІР) — електроліти, іони яких оточені сольватною оболонкою, що перешкоджає виходу іона в поверхневий шар. ПІР добре розчинні в розчиннику і більш полярні, ніж чистий розчинник. Енергія взаємодії їхніх молекул з молекулами розчинника вища, ніж енергія взаємодії молекул розчинника між собою.
Поверхнево-інактивними речовинами по відношенню до межі поділу вода—повітря є неорганічні електроліти — кислоти, основи, солі, які добре розчиняються у воді і сильно гідратуються.